# Тотем волка (фильм)
«Тотем волка» (кит. 狼图腾, фр. Le Dernier Loup) — китайско-французский драматический фильм, снятый Жан-Жаком Анно по одноимённому автобиографическому роману китайского писателя Цзян Жуна (псевдоним Лу Цзяминя). Мировая премьера ленты состоялась 7 февраля 2015 года на Европейском кинорынке. В китайский широкий прокат «Тотем волка» вышел 19 февраля 2015 года, а во французский — 25 февраля. Фильм был выдвинут Китаем на премию «Оскар-2016» в номинации «Лучший фильм на иностранном языке».

## Сюжет
В 1967 году молодой пекинский студент Чэнь Чжэнь отправляется жить среди кочевых пастухов Внутренней Монголии. Оказавшись зажатыми между прогрессом цивилизации с юга и мародёрством волков на севере, люди и животные борются, чтобы найти своё место в мире.

## В ролях
- Фэн Шаофэн (Уильям Фэн) — Чэнь Чжэнь
- Доу Сяо (Шон Доу) — Ян Кэ
- Батдоржийн Баасанджав — Билиг
- Рагчаагийн Анхням — Гасма
- Инь Чжушэн — Бао Шуньгуй
- Бао Инь Гэ Си Гэ — Бату

## Награды и номинации
| 2015 | Пекинский международный кинофестиваль | Лучший фильм            | «Тотем волка»                 |
| 2015 | Пекинский международный кинофестиваль | Лучший режиссёр         | Жан-Жак Анно                  |
| 2015 | Пекинский международный кинофестиваль | Лучшие спецэффекты      | Цзяньцюань Гуо, Кристиан Ражо |
| 2015 | Пекинский студенческий кинофестиваль  | Лучший фильм            | «Тотем волка»                 |
| 2015 | Пекинский студенческий кинофестиваль  | Лучший режиссёр         | Жан-Жак Анно                  |
| 2015 | Кинопремия «Золотой петух»            | Лучший фильм            | «Тотем волка»                 |
| 2015 | Кинопремия «Золотой петух»            | Лучший звук             | Гийом Бушати и другие         |
| 2015 | Кинопремия «Золотой петух»            | Лучшая работа художника | Ронгже Цюань                  |